# Concierto para armónica y orquesta (Arnold)
El Concierto para armónica y orquesta, Opus 46, es un concierto con una armónica solista, escrito por el compositor inglés Malcolm Arnold. La pieza fue compuesta en 1954 por el virtuoso de armónica estadounidense Larry Adler, y fue estrenada el 14 de agosto de 1954 en el Royal Albert Hall, con el acompañamiento por parte de la BBC Symphony Orchestra. El concierto fue uno de los primeros de una serie de piezas «serias» compuestas para la armónica después de la Segunda Guerra Mundial (además de obras de Darius Milhaud, Ralph Vaughan Williams, y Heitor Villa-Lobos).
El concierto tiene una duración de nueve minutos y consta de tres movimientos:
- Grazioso
- Mesto
- Con brio